# Cyphon iberus
Cyphon iberus es una especie de coleóptero de la familia Scirtidae.

## Distribución geográfica
Habita en España.